# NAT8
NAT8 (англ. N-acetyltransferase 8 (putative)) – білок, який кодується однойменним геном, розташованим у людей на короткому плечі 2-ї хромосоми.  Довжина поліпептидного ланцюга білка становить 227 амінокислот, а молекулярна маса — 25 619.
| 10         |  | 20         |  | 30         |  | 40         |  | 50         |
| ---------- |  | ---------- |  | ---------- |  | ---------- |  | ---------- |
| MAPCHIRKYQ |  | ESDRQWVVGL |  | LSRGMAEHAP |  | ATFRQLLKLP |  | RTLILLLGGP |
| LALLLVSGSW |  | LLALVFSISL |  | FPALWFLAKK |  | PWTEYVDMTL |  | CTDMSDITKS |
| YLSERGSCFW |  | VAESEEKVVG |  | MVGALPVDDP |  | TLREKRLQLF |  | HLFVDSEHRR |
| QGIAKALVRT |  | VLQFARDQGY |  | SEVILDTGTI |  | QLSAMALYQS |  | MGFKKTGQSF |
| FCVWARLVAL |  | HTVHFIYHLP |  | SSKVGSL    |  |            |  |            |

A: Аланін

C: Цистеїн

D: Аспарагінова кислота

E: Глутамінова кислота

F: Фенілаланін

G: Гліцин

H: Гістидин

I: Ізолейцин

K: Лізин

L: Лейцин

M: Метіонін

P: Пролін

Q: Глутамін

R: Аргінін

S: Серин

T: Треонін

V: Валін

W: Триптофан

Кодований геном білок за функціями належить до трансфераз, ацилтрансфераз. 
Задіяний у такому біологічному процесі як поліморфізм. 
Локалізований у мембрані, ендоплазматичному ретикулумі.